# Martin-Pierre Foache
Pour les articles homonymes, voir Foäche.
Martin-Pierre Foäche (1er janvier 1728, Le Havre - 10 janvier 1816, Le Havre) est un négociant et armateur négrier havrais.

## Biographie

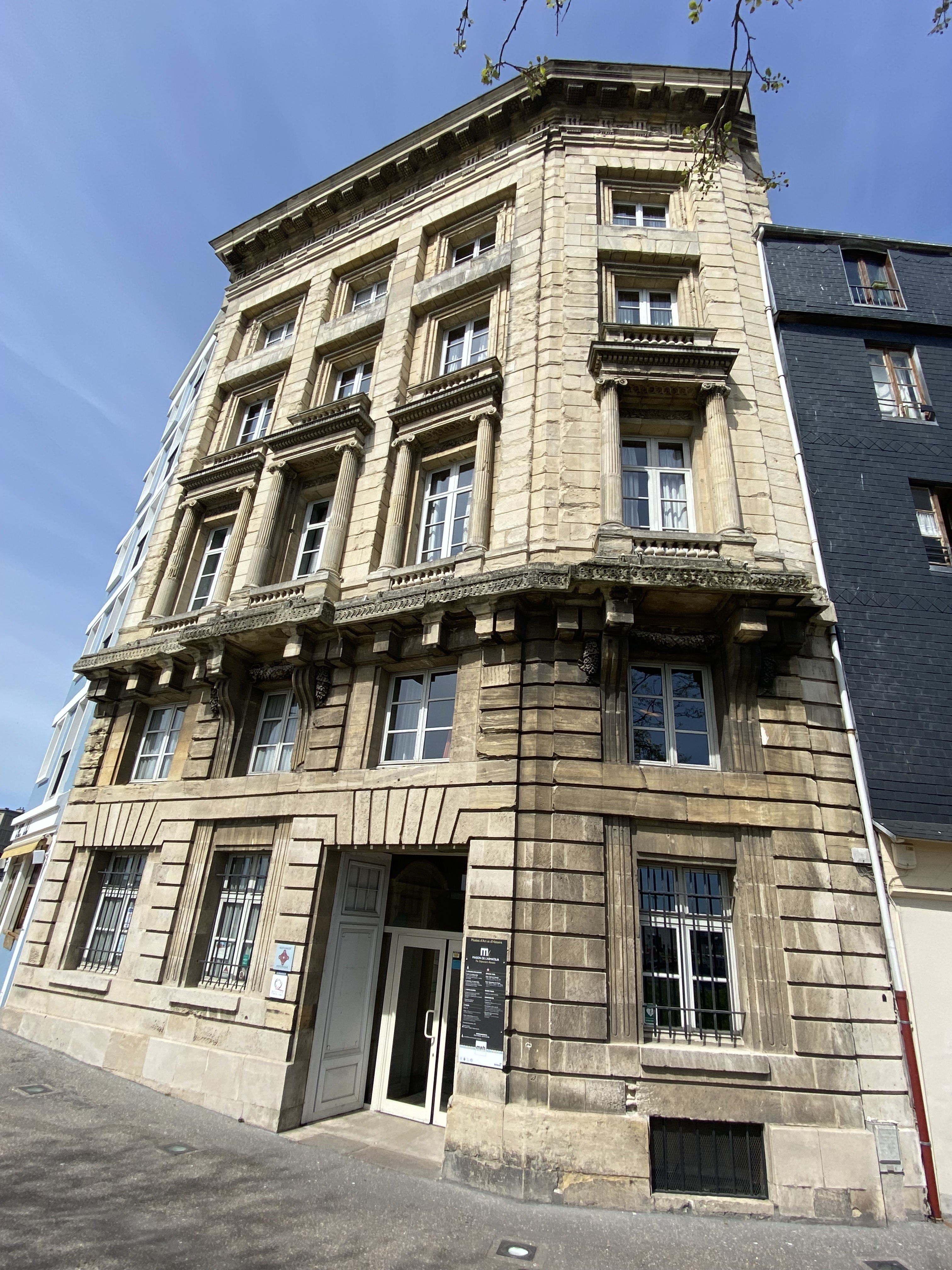
La Maison de l'armateur, au Havre, acquise en 1800.

Fils de l'armateur Martin-Pierre Foache (1687-1762) et de Catherine Jore, et frère de Stanislas Foäche, Martin-Pierre Foache devient négociant et armateur, faisant notamment fortune dans la traite négrière transatlantique. Sa flotte est composée de sept navires en 1784.
Avec son frère, il possède aussi plusieurs plantations esclavagistes à Saint-Domingue.
Échevin du Havre, il obtient une charge de conseiller-secrétaire du roi en 1784 et occupe les fonctions de payeur des gages des officiers près la chancellerie du Parlement de Rouen.
Il fut le propriétaire de la célèbre Maison de l'armateur au Havre, hôtel particulier qu'il avait acquis en 1800.
Il posséda une villa dans laquelle il recevra Louis XVI.

### Vie familiale

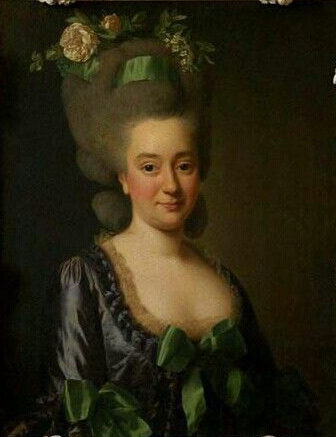
Portrait de son épouse, Louise Chaussé - peint par Alexander Roslin (1779).

Martin-Pierre Foache épouse en 1764 Louise Chaussé, d'une famille de Tours, fille de Louis-Antoine Chaussé, inspecteur et directeur de la Manufacture des tabacs du Havre et propriétaire du pavillon Chaussé, et de Marie-Françoise Le Chibelier (d'une famille de maires du Havre, nièce du gouverneur Étienne Périer). Ils eurent quatre enfants, dont Martin Foäche (1770-1838) et Louise Lise Foäche (1773-1850), épouse de Barthélémy-Pierre Le Couteulx de Verclives.